# Doble buc
Es denominen vaixells de doble buc aquells que posseïxen una barrera de separació doble al llarg de tota l'eslora de càrrega entre els tancs de càrrega (p.i. tancs de cru) i el mar, a diferència dels dissenys més antics d'un sol buc (monobuc).
Actualment totes les grans empreses petrolieres, en consonància amb la legislació internacional, estan tendint a l'ús de petroliers de doble buc. Aquests són menys sensibles a sofrir danys i provocar abocaments en accidents de col·lisió amb altres bucs o per embarrancament.
Respecte a la resistència global de disseny, els paràmetres de les embarcacions de doble buc són similars als dels vaixells monobuc, amb la diferència de posseir major nombre de tancs de llast, la qual cosa pot provocar majors problemes de corrosió amb els anys.
També alguns submarins tenen doble buc per tal de suportar millor la pressió de l'aigua en la immersió. De fet, el primer vaixell a tenir doble buc va ser un submarí, l'Ictíneo I de Monturiol.